# Elektronička glazba
Elektronička glazba je izraz koji se koristi za svu glazbu nastalu elektroničkim uređajima. Prema definiciji elektronički uređaji su uređaji niske snage koji koriste komponente poput tranzistora i integriranih strujnih krugova. Kroz ovu definiciju lako se odjeljuju instrumenti koji zvuk proizvode elektromehaničkim postupkom od onih koji za proizvodnju zvuka koriste elektroničke komponente. Primjer elektromehaničkog instrumenta je električna gitara, a primjeri elektroničkih instrumenata su sintesajzer i računalo.
DJing – izabiranje i puštanje glazbe.
VJing – dolazi od riječi video džokej. 1) Izabiranje i puštanje spotova. 2) Kreiranje i upravljanje slikama u stvarnom vremenu tehnološkim putem slušateljstvu i gledateljstvu, sinkrono s glazbom.